# Bandera de Valladolid
La bandera de Valladolid es de color carmesí con el escudo de Valladolid situado en el centro. 
Las cinco llamas aluden según algunos autores[¿cuál?] al grave incendio que destruyó la ciudad en 1561. En torno a las llamas se encuentran ocho castillos en referencia a su pertenencia a la Corona de Castilla.
El escudo está rematado por la corona y rodeado por la Cruz de San Fernando.